# Taxco de Alarcón
Taxco (del náhuatl: tlachtli, co ‘juego de pelota, lugar’‘ lugar donde se juega el juego de pelota o lugar del juego de pelota’), oficialmente Taxco de Alarcón, es una ciudad mexicana ubicada en la parte norte del estado de Guerrero, en un área geográfica definida por montañas y cerros, característica del norte de esta entidad del país. Se encuentra a 36 km de la ciudad de Iguala, 135 km de la capital del estado, Chilpancingo, y a 170 km al suroeste de la Ciudad de México. Es la cabecera municipal de Taxco de Alarcón. 
Taxco ha tenido un papel importante en la historia de México, en 1821, en el Convento de San Bernardino de Siena de Taxco, se redactó el Plan de Iguala o de las Tres Garantías por Agustín de Iturbide, que posteriormente, el 24 de febrero de ese año, habría de firmar con Vicente Guerrero en la ciudad de Iguala, estableciendo la Independencia de México de España y unificando a los ejércitos insurgente y realista.
El Instituto Nacional de Antropología e Historia (INAH) nombró como patrimonio de la nación el 19 de marzo de 1990 a la zona de monumentos históricos de Taxco, la cual está formada por 72 manzanas que comprenden 96 edificios con valor histórico, construidos entre los siglos XVII y XIX, el área de la zona comprende un total de 0.374 km².
Es uno de los centros turísticos más importantes de dicho estado y por su belleza arquitectónica es considerado por la Secretaría de Turismo como Ciudad Luz. La ciudad fue nombrada «Pueblo Mágico» de México en el año 2002, siendo la tercera localidad en recibir este nombramiento debido a la calidad de la platería, las construcciones coloniales y el paisaje circundante. Muchos de los edificios de Taxco son de estilo virreinal y datan de la época dorada, como por ejemplo el Templo de Santa Prisca, una iglesia de más de 250 años de antigüedad, construida en el estilo barroco novohispano, que es un icono de la localidad. Taxco también pertenece a la zona turística Triángulo del Sol del estado, junto con el binomio de playa Ixtapa-Zihuatanejo y Acapulco.
La gran explotación minera desarrollada en el lugar, en especial para la obtención de plata, consolidó a Taxco como uno de los núcleos mineros más importantes de los tiempos novohispanos. Su tradicional trabajado de la plata es mundialmente reconocido.

## Elementos representativos

### Toponimia
La palabra Taxco proviene del vocablo náhuatl Tlachco, cuyo significado es ‘juego de pelota’ o ‘lugar donde se juega con la pelota’. Se dice que en realidad el nombre "juego de pelota" sitúa a Taxco el viejo, ya que por su geografía, Taxco actual no presenta un terreno con las condiciones adecuadas para jugar el juego de pelota ya mencionado, aunque todo esto es una hipótesis.
Otra versión sostiene que proviene de tatzco significa ‘donde está el padre del agua’ debido a que se encuentra enclavado en las faldas del cerro Atatzin. Se designaba con este nombre a lo que hoy es Taxco el Viejo, a 10 km del Taxco actual. El Taxco actual estaba asentado en el lugar que se conocía como Tepētzinco (pronunciado por los exploradores españoles de la zona como Tetelcingo), que quiere decir en náhuatl ‘cerro pequeño’. Si bien, estaba nombrado, era un sitio desolado y montañoso al extremo; era apto sólo para la minería.
El agregado de Alarcón le fue asignado por el Congreso del Estado de Guerrero en 1872, en memoria del escritor y dramaturgo taxqueño Juan Ruiz de Alarcón.

#### Apodo
Taxco es conocida como La Capital Mundial de la Plata, esto debido a que la minería fue una de las actividades económicas que más impulso tuvo durante la colonia de la Nueva España. Durante los tres siglos de dominación española en México la producción de plata alcanzó niveles muy significativos. Las bonanzas que se registraron durante este periodo hicieron de Taxco uno de los centros mineros de mayor importancia en Nueva España y en el mundo.

### Escudo
El escudo de Taxco representa un frontón, que es el juego de pelota mesoamericano, de más de 4.000 años de antigüedad, el espacio principal del escudo tiene una estructura larga y estrecha, que representa el espacio de los jugadores en el frontón original mesoamericano, los campos del juego tenían la zona final de la pista cerrada en forma horizontal, dando a la estructura la forma de una I horizontal visto desde arriba. Los círculos externos representan dos piedras fijadas en la pared en el juego mesoamericano original, las dos tenían un agujero en medio, el cual estaba abrazado de un ídolo el cual era el Dios del juego.

## Historia

### Época prehispánica

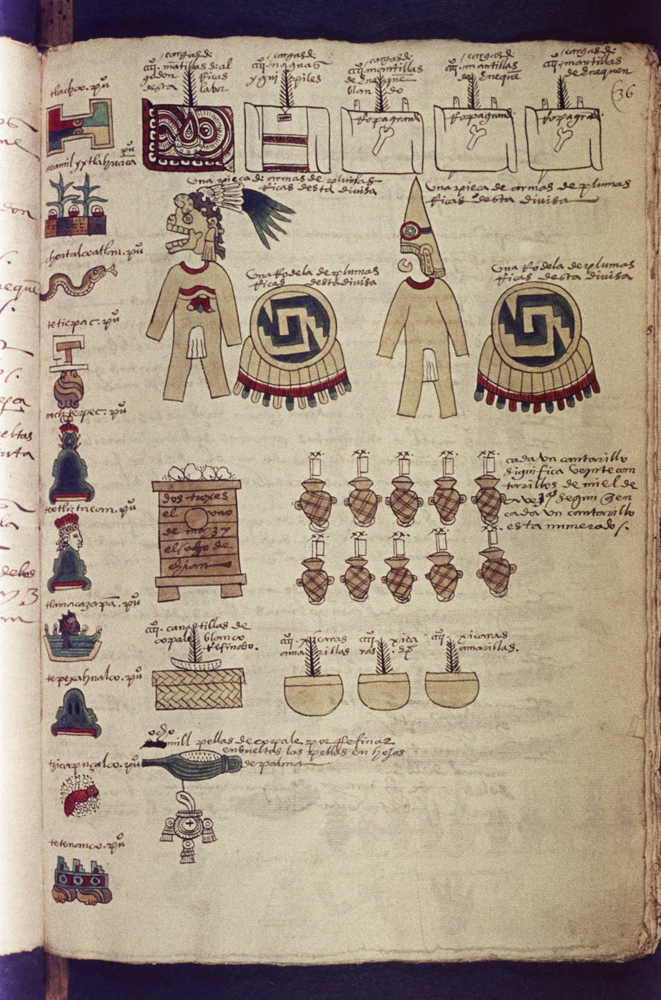
El folio del post-conquista Códice Mendocino detallando los tributos de Tlachco.

Durante la época prehispánica, la población original del actual Taxco se concentraba en la localidad de Taxco el viejo, ubicada a 12 km de la primera y era conformada por nahuas procedentes del estado de México conocidos como matlatzincas, chontales y tlahuicas traídos de Cuauhnáhuac (ahora Cuernavaca) por el rey tlatoani Ahuízotl. Los aztecas la habían invadido desde los tiempos de Izcóatl pero fue hasta 1445 que fue designado un gobernador por el imperio azteca.
La ciudad de Taxco se asienta en un sitio que era conocido antiguamente como Tepētzinco. Aquella población asentada en lo que hoy es Taxco el viejo, dio origen a la actual y conformaba una de las cabeceras de las siete provincias tributarias designadas por el imperio mexica en lo que es el actual territorio del estado de Guerrero. Allí residía un gobernador que, según el Códice Mendocino, pagaba tributos a dicho imperio con miel de abeja, jícaras, incienso, vestidos militares y tilmas labradas.

### Llegada de los españoles

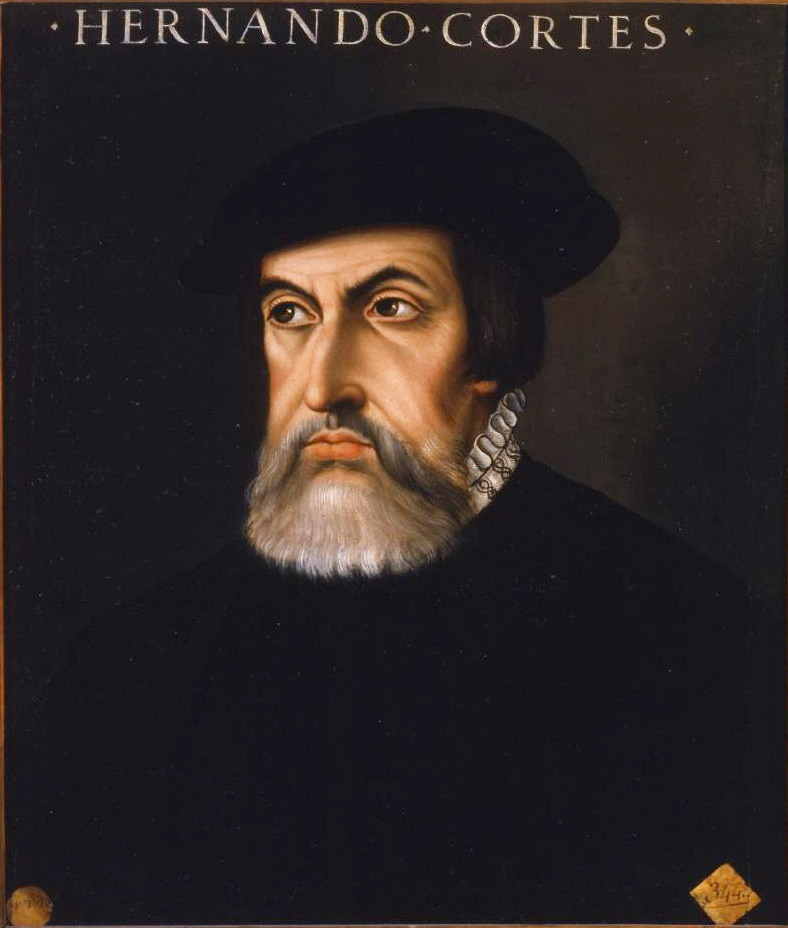
Soldados de Hernán Cortés encontraron minas argentas en la zona circundante, 1521.

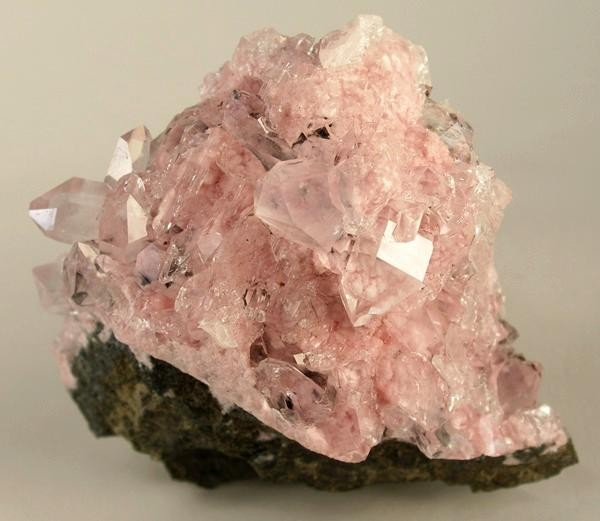
Cuarzo rodocrosita de la Mina Los Remedios, Taxco de Alarcón.

En 1521 una expedición española al mando de Hernán Cortés, envió a una partida de soldados a buscar estaño, para mezclarlo con cobre y hacer cañones. Volvió está expedición con algunas muestras del mineral, que contenía lo que a primera vista se creyó que era estaño. Al comprobar que el blanco metal era en realidad la preciosa plata, Cortés ordenó otra partida a explorar la región.
Los colonos españoles pronto empezaron a construir allí una nueva población, a la que llamaron Taxco a varios kilómetros de la aldea india. Se descubrieron vetas de plata en 1534, pero durante más de 200 años Taxco siguió siendo solo una población insignificante en el camino real. Luego dos hermanos Francisco y José De La Borda llegaron de España para hacer fortuna con la plata.

### Colonización

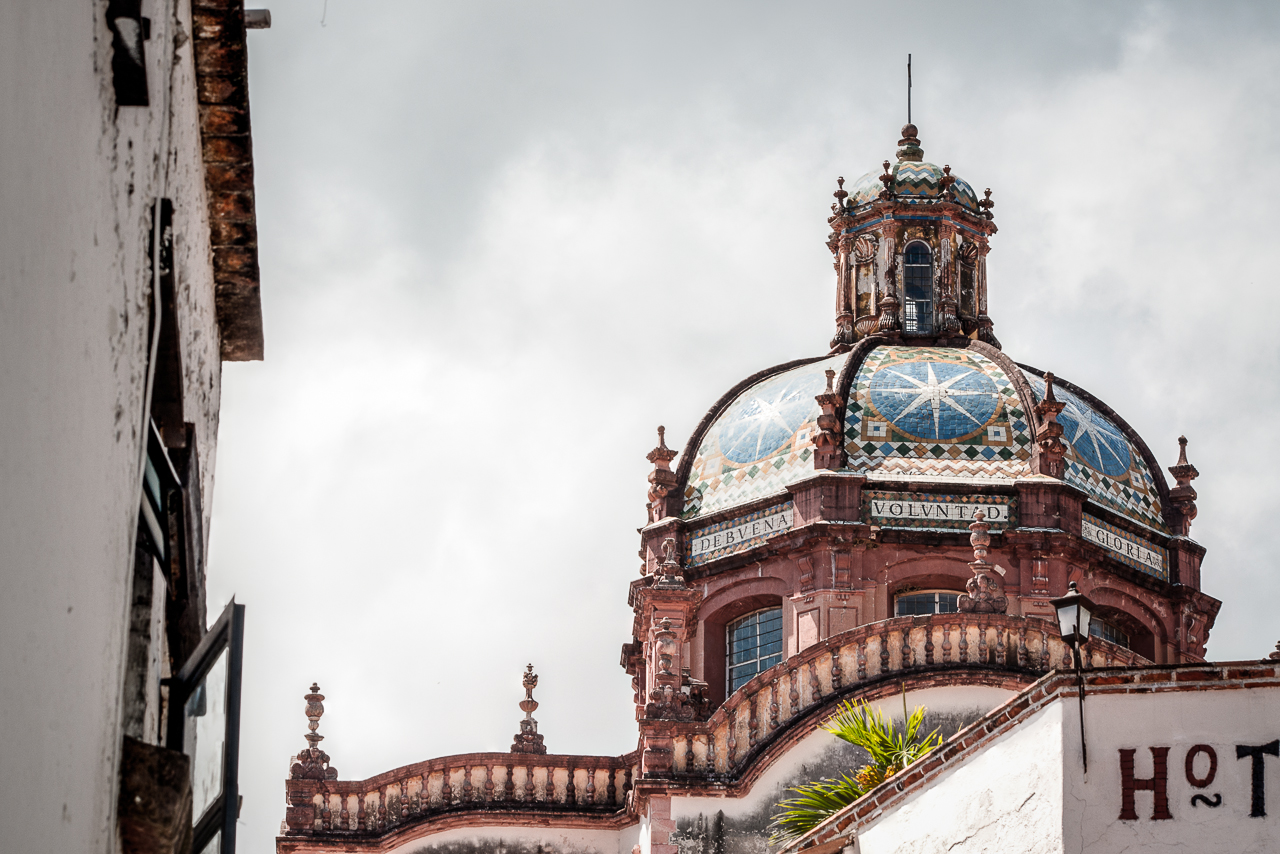
El Templo de Santa Prisca, principal representación del barroco novohispano en Taxco.

Ya consumada la conquista española, en el año 1528 se estableció un campo minero en la población de Tetelcingo que siglos después se constituyó como la población actual de Taxco. Para 1570, esta población, junto con Cantarranas y Tenango, formó el Real de Minas de Taxco. La explotación de minas en esta zona se convirtió en una de las más importantes de la Nueva España. Posteriormente, al constituirse los partidos como dependencias del sistema administrativo de Intendencias en el territorio, el partido de Taxco paso a depender directamente de la intendencia de México. Para mediados del siglo XVIII, el empresario e inversionista minero aragonés José de la Borda llegó a la región atraído por su riqueza minera y explotó las minas de Pedregal, el Coyote, San Ignacio y Cerro Perdido. Para 1751, ordenó la construcción del templo de Santa Prisca, la cual se finalizó hasta 1758. Su diseño tomó como estilo el churrigueresco al ver finalizada su magna obra el aragonés pronunció las palabras «si Dios da a Borda, Borda da a Dios» representada en una obra pictórica en un hotel que lleva su apellido.

### SiglosXIXyXX
Ya entrada la Guerra de Independencia de México en su etapa de organización, el 28 de noviembre de 1815, el insurgente José María Morelos dio órdenes a Hermenegildo Galeana para que tomase la plaza de Taxco. En 1821, en el convento de San Bernardino de Siena de Taxco, se redactó el Plan de Iguala o de las tres garantías por Agustín de Iturbide que posteriormente, el 24 de febrero de ese año, habría de firmar con Vicente Guerrero en la ciudad de Iguala estableciendo la independencia de México de España y unificando a los ejércitos insurgente y realista.
El 6 de agosto de 1824, Taxco pasó a ser distrito en el estado de México y dos años después, prefectura de dicha entidad. Para 1858, en medio del conflicto de la guerra de Reforma, el general Miguel Miramón designó coronel a Juan Vicario y lo comisionó para encabezar una brigada que debería cubrir el sur del país. Vicario se internó en tierras sureñas y tomó la ciudad de Taxco el 18 de febrero.
El 24 de abril de 1911, ya proclamada la Revolución mexicana y cerca de un mes antes de que culminase el porfiriato, la plaza de Taxco fue tomada por los revolucionarios Jesús Morán y Margarito Giles.
El 19 de marzo de 1990 el Instituto Nacional de Antropología e Historia (INAH) declaró oficialmente a la zona de monumentos históricos como patrimonio cultural nacional, debido a la cultura, las construcciones coloniales y de estilo virreinal y datan de la época dorada, siendo un ejemplo el emblema de la ciudad, el Templo de Santa Prisca.

### SigloXXI
En el año 2002 se inauguró el Cristo Monumental en el cerro de Atachi, con una altura de 18 metros, siendo uno de los principales atractivos de Taxco. Su construcción se realizó durante el gobierno de René Juárez Cisneros y la administración municipal de Isaac Ocampo Fernández, por el escultor, Alejo Hernández.
En el año 2017 ocurrió el Terremoto de Puebla de 7.1 Mw, por lo que el cristo sufrió varios daños en su estructura, además, el 17 de agosto de 2018, un rayo impactó sobre la escultura, lo que ocasionó varios daños y la pérdida de una mano de la misma.
En octubre de 2019, se concluyó la restauración del cristo, como parte de la primera etapa del rescate a los monumentos arquitectónicos de Taxco, regresando la cabeza a su posición original y reponiendo la mano faltante, además de mantenimiento general a la estructura, la cual tuvo una duración aproximada de dos meses, fue restaurado por el escultor y autor de la obra, Alejo Hernández y el arquitecto Roberto Gómez.

## Geografía

### Clima

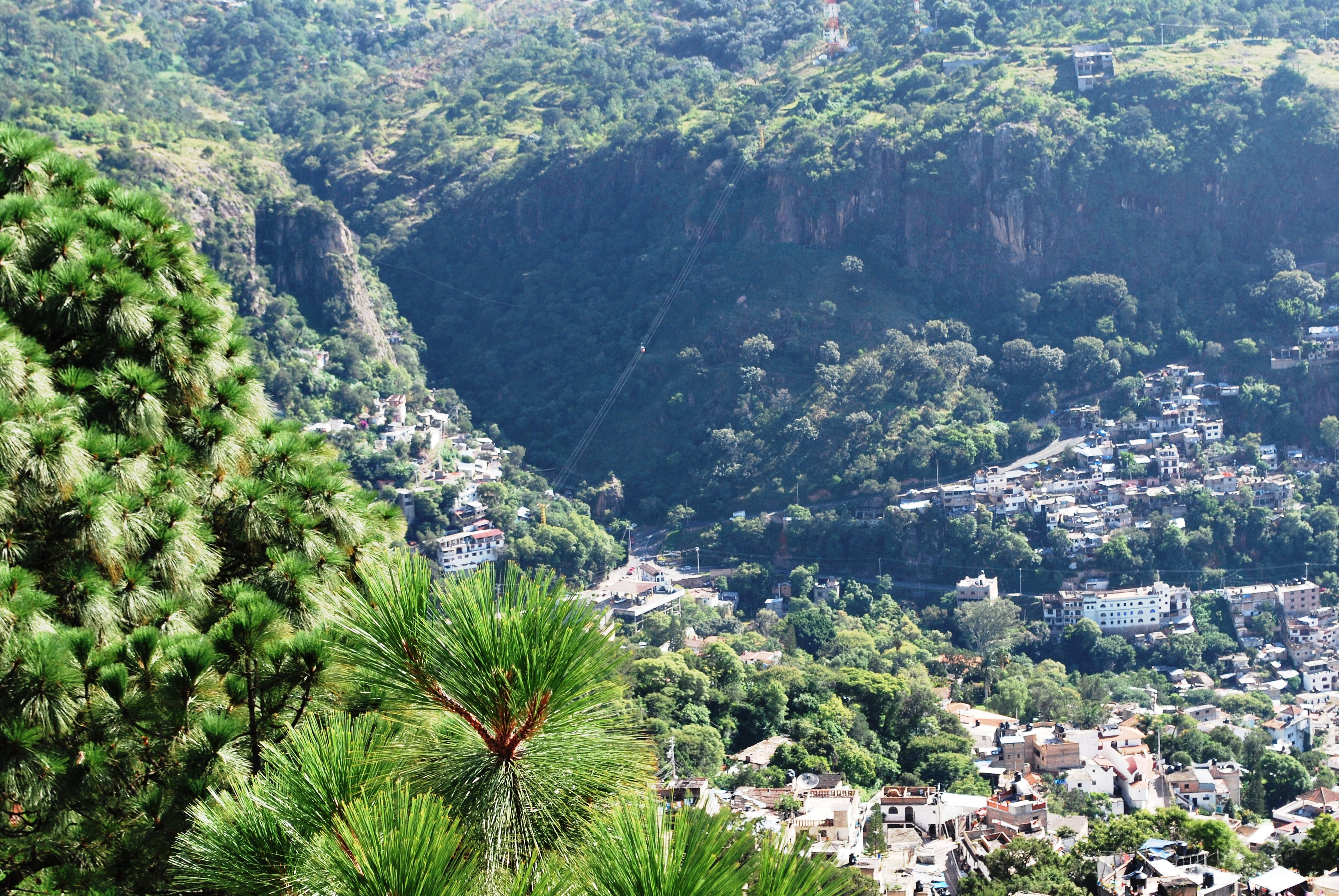
Coníferas en una zona de gran altitud en Taxco.

Por lo que se refiere al clima en Taxco, es principalmente semicálido subhúmedo con lluvias en verano, del tipo AcW2, según la Clasificación climática de Koppen, aunque en las zonas más elevadas, se presenta un clima templado La temperatura promedio anual que se presenta en Taxco, es de 21 grados Celsius, aunque existe una diferencia de 2 grados respecto a las partes altas.
Sus meses más cálidos se presentan durante la primavera, ya que son días soleados en los que la radiación del sol eleva las temperaturas máximas hasta los 32 grados. Los veranos son lluviosos y templados, con su temporal de lluvias que se extiende desde mayo hasta octubre. El otoño deja pasar los días templados donde culmina la temporada de lluvias. Mientras que el invierno es fresco con noches frías, dominan los cielos despejados y recurrentemente azotan los frentes fríos provenientes del centro del país, aun así las mínimas normales suelen ser de 12 grados.
| Parámetros climáticos promedio de Taxco | Parámetros climáticos promedio de Taxco | Parámetros climáticos promedio de Taxco | Parámetros climáticos promedio de Taxco | Parámetros climáticos promedio de Taxco | Parámetros climáticos promedio de Taxco | Parámetros climáticos promedio de Taxco | Parámetros climáticos promedio de Taxco | Parámetros climáticos promedio de Taxco | Parámetros climáticos promedio de Taxco | Parámetros climáticos promedio de Taxco | Parámetros climáticos promedio de Taxco | Parámetros climáticos promedio de Taxco | Parámetros climáticos promedio de Taxco |
| Mes                                     | Ene.                                    | Feb.                                    | Mar.                                    | Abr.                                    | May.                                    | Jun.                                    | Jul.                                    | Ago.                                    | Sep.                                    | Oct.                                    | Nov.                                    | Dic.                                    | Anual                                   |
| --------------------------------------- | --------------------------------------- | --------------------------------------- | --------------------------------------- | --------------------------------------- | --------------------------------------- | --------------------------------------- | --------------------------------------- | --------------------------------------- | --------------------------------------- | --------------------------------------- | --------------------------------------- | --------------------------------------- | --------------------------------------- |
| Temp. máx. abs. (°C)                    | 36.0                                    | 39.0                                    | 38.0                                    | 42.0                                    | 42.0                                    | 42.5                                    | 39.0                                    | 37.0                                    | 35.5                                    | 36.5                                    | 35.0                                    | 37.0                                    | 42.5                                    |
| Temp. máx. media (°C)                   | 26.5                                    | 29.2                                    | 31.3                                    | 32.4                                    | 32.1                                    | 30.2                                    | 28.8                                    | 27.2                                    | 26.3                                    | 26.8                                    | 26.6                                    | 25.6                                    | 28.6                                    |
| Temp. media (°C)                        | 19.5                                    | 21.6                                    | 23.2                                    | 24.1                                    | 24.1                                    | 22.9                                    | 22.0                                    | 21.2                                    | 20.7                                    | 20.8                                    | 20.2                                    | 19.4                                    | 21.6                                    |
| Temp. mín. media (°C)                   | 12.6                                    | 14.0                                    | 15.1                                    | 15.9                                    | 16.1                                    | 15.7                                    | 15.3                                    | 15.2                                    | 15.1                                    | 14.8                                    | 13.8                                    | 13.2                                    | 14.7                                    |
| Temp. mín. abs. (°C)                    | 7.5                                     | 7.0                                     | 11.5                                    | 12.0                                    | 13.0                                    | 13.0                                    | 12.0                                    | 9.5                                     | 13.0                                    | 10.0                                    | 7.0                                     | 8.0                                     | 7.0                                     |
| Precipitación total (mm)                | 9.6                                     | 2.6                                     | 4.8                                     | 14.9                                    | 86.5                                    | 237.7                                   | 236.4                                   | 226.6                                   | 219.5                                   | 78.5                                    | 16.2                                    | 5.7                                     | 1139                                    |
| Días de precipitaciones (≥ 0.1 mm)      | 0.9                                     | 0.6                                     | 1.3                                     | 1.9                                     | 9.6                                     | 17.3                                    | 16.6                                    | 17.9                                    | 17.5                                    | 7.4                                     | 1.8                                     | 0.8                                     | 74.6                                    |
| Fuente: Servicio Meteorológico Nacional |                                         |                                         |                                         |                                         |                                         |                                         |                                         |                                         |                                         |                                         |                                         |                                         |                                         |

### Localización
Taxco se encuentra en la región norte de Guerrero, a una altitud promedio de 1,778 metros sobre el nivel del mar.
Distancia de Taxco a algunas ciudades de México
- Iguala (35 km)
- Chilpancingo (140 km)
- Ciudad de México (177 km)
- Puebla (209 km)
- Acapulco (245 km)
- Santiago de Querétaro (339 km)
- Ixtapa (417 km)
- Zihuatanejo (420 km)
- Veracruz (485 km)
- León (500 km)
- Guadalajara (616 km)
- Puerto Vallarta (945 km)
- Monterrey (1,032 km)
- Mazatlán (1,093 km)
- Cancún (1,696 km)
- Juárez (1,928 km)
- San José del Cabo (1,931 km)
- Tijuana (2,842 km)

### Flora y fauna
La vegetación que predomina en el municipio es la selva baja caducifolia, caracterizada por el cambio de follaje en la temporada de secas, siendo las principales especies lysiloma, bahamensis y xotermani, también se presentan bosques de pino y encino compuestos por diferentes especies.
Con relación a la fauna aún subsisten variadas y delicadas especies como: venado, aguililla, gavilán, paloma, zopilote, huilota, tórtola, pájaros (de varias especies), conejo, tejón, mapache, zorrillo, armadillo, iguana, culebra, víbora de cascabel, lagartija, rata, alacrán, zorra, coyote, gato montés, tlacuache y zarigüeya. Además de su flora y fauna, Taxco cuenta con recursos hidrológicos entre los que se encuentran sus ríos, arroyos y lagos; asimismo los suelos del municipio son muy aptos para el desarrollo de la agricultura y ganadería. El municipio cuenta con importantes yacimientos, entre los más sobresalientes se encuentran los de oro, plata, plomo, cobre y zinc.

### Recursos naturales
Actualmente, la producción minera metálica del distrito de Taxco es la más importante de toda la entidad. Los minerales que se producen son: oro, plata, plomo, cobre y zinc. Se trabaja con varios sistemas de minado, y el mineral se procesa por flotación selectiva. Las minas en funcionamiento en la unidad de Taxco, según el consejo antes mencionado, son: Guerrero, Remedios y San Antonio; la unidad El Solar es la principal de las plantas de beneficio para minerales metálicos; tiene una capacidad instalada de 3300 toneladas diarias. El tipo de depósitos de donde se extrae el mineral es de vetas y mantos.
Aunque la mina de Huahuaxtla dejó de funcionar hace más de dos décadas, se sabe que en los alrededores de esta población se encuentran importantes depósitos de mercurio de tipo hidrotermal. La región de Taxco, en el área de Acamixtla, es también productora de varios minerales no metálicos, como son la toba riolítica y andesítica, el vidrio volcánico negro (obsidiana) y las lajas provenientes de las areniscas. Aún sin explotar (1999) se encuentran depósitos de mármol.

### Jardines y parques

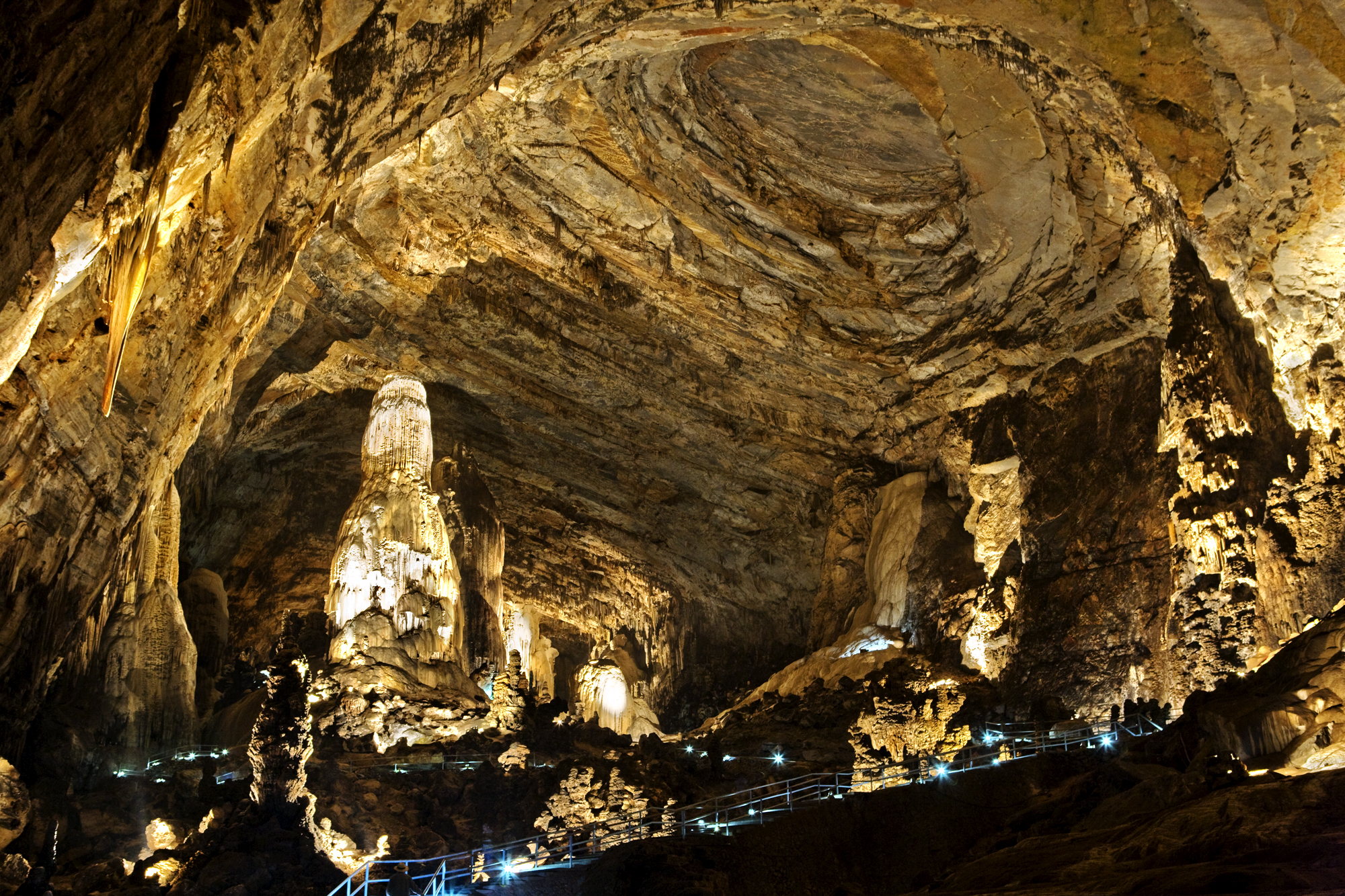
Grutas de Cacahuamilpa.

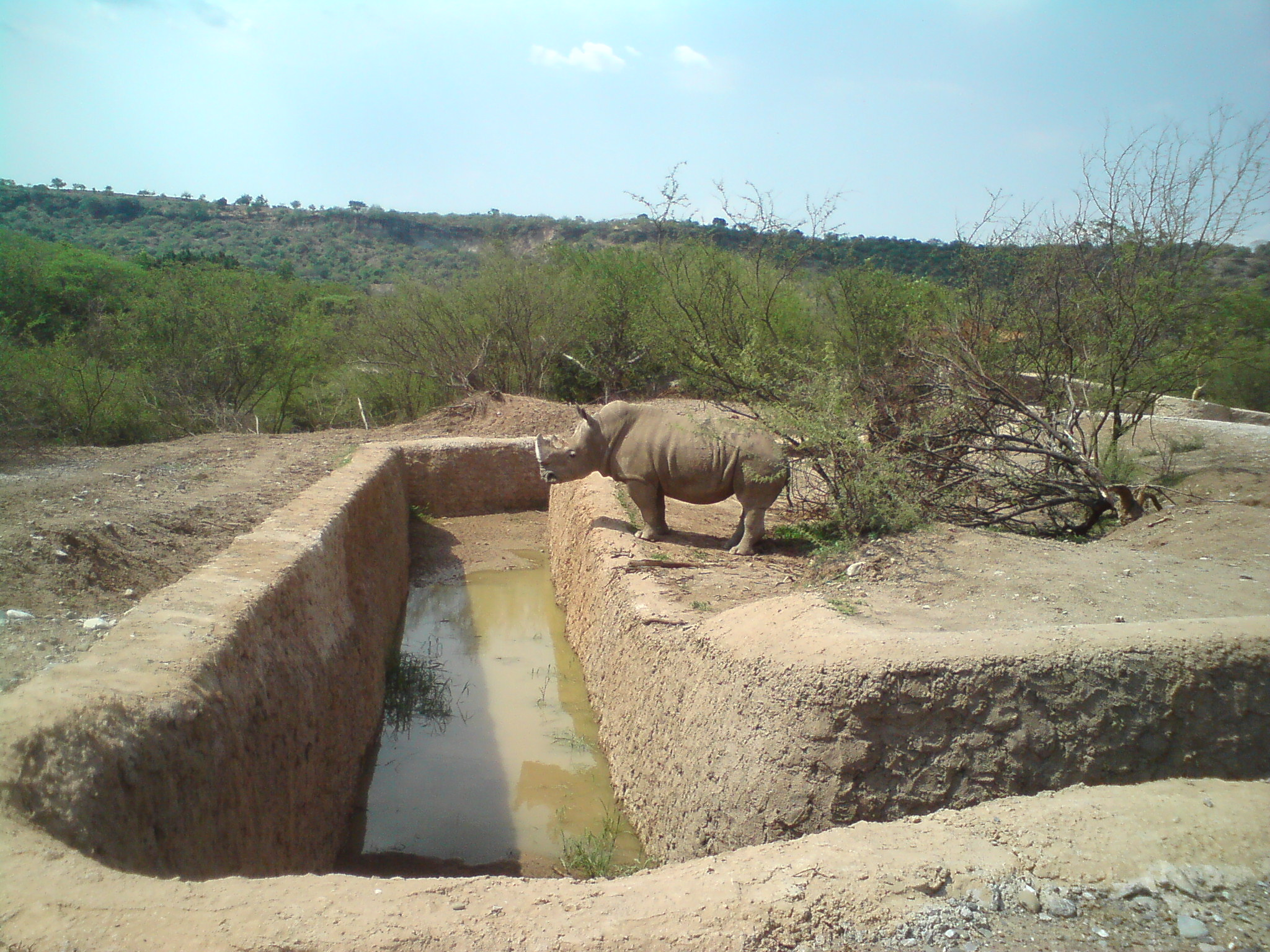
Zoofari.

#### Jardín principal
La plaza Borda o Zócalo de Taxco, es una pequeña plaza del Pueblo Mágico; rodeada de fincas y la parroquia de Santa Prisca, entre pequeñas calles y callejones serpenteantes, tejados, terrazas y fachadas de cal que cuelgan de las laderas y barrancas. En los alrededores hay tiendas de plata, restaurantes y boutiques.

#### Parque Guerrero
Parque nombrado en honor a Vicente Guerrero, el cual cuenta con una estatua de él localizada en el interior.

#### Grutas de Cacahuamilpa
El parque nacional Grutas de Cacahuamilpa, es un Área Natural Protegida, que de acuerdo con la Comisión Nacional de Áreas Naturales Protegidas de la SEMARNAT está dentro de la categoría de parque nacional. Se encuentra localizada en la Sierra Madre del Sur, al norte del Estado de Guerrero y comprende parte de los municipios de Pilcaya y Taxco de Alarcón. Tiene una superficie total de 1598.26 ha. Y fue decretada como parque nacional el 23 de abril de 1936 por el entonces presidente de la República, Lázaro Cárdenas del Río.

## Demografía

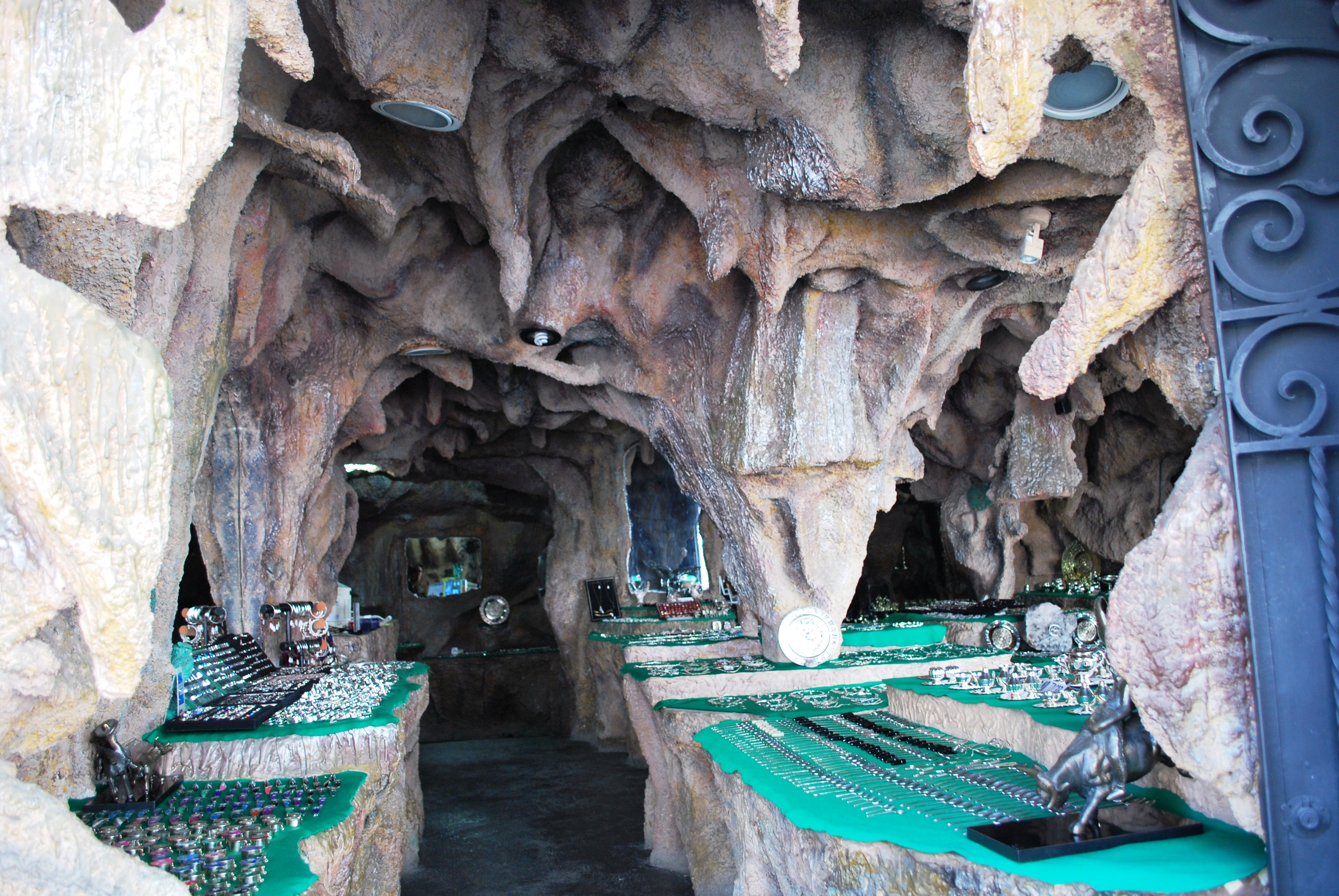
Venta de plata.

### Población
Conforme al Censo de Población y Vivienda 2020 realizado por el Instituto Nacional de Estadística y Geografía (INEGI), la ciudad de Taxco de Alarcón contaba hasta ese año con un total de 50,399 habitantes, de dicha cifra, 26,542 eran hombres y 23,857 eran mujeres. Se cuenta con censos de población desde 1900 hasta el último realizado en 2010, durante 1995, 2005 y 2015 se realizaron conteos de población, que son estimaciones de la población de cada lugar, sin embargo no son los censos que se realizan cada 10 años. En los conteos de 1995 se contabilizaron 48,028 personas, en el conteo de 2005 hubo una disminución de 0.1% respecto al censo pasado con  50,415 personas
Notas
      Fuente:Instituto Nacional de Estadística y Geografía
- Censos de población (1900 - 1990, 2000, 2010 y 2020)[31]
- Conteos de Población (1995, 2005 y 2015)[31]

## Gobierno
Actualmente el gobierno está compuesto por:
- Presidente municipal, representado por Marcos Efrén Parra Gómez, por la coalición «Por Taxco al Frente» conformada por el Partido Acción Nacional (PAN), el Partido de la Revolución Democrática (PRD) y el Movimiento Ciudadano (MC) para el periodo 2018-2021.[32]
- 1 síndico procurador
- Regidores 
  - 6 de mayoría relativa
  - 3 de representación proporcional

### Administración municipal
El gobierno del municipio está conformado por un ayuntamiento, un síndico, y un cabildo formado por 6 regidores por mayoría relativa y 3 por representación proporcional, todos son electos mediante una planilla única para un periodo de tres años no renovables para el periodo inmediato, pero si de manera no continúa, las elecciones se celebran el primer domingo del mes de octubre y el ayuntamiento entra a ejercer su cargo el día 1 de enero del año posterior a la elección. El municipio es gobernado por el Partido Acción Nacional (PAN) luego de haber triunfado en las elecciones estatales de 2018.

### Representación legislativa
Para la elección de los Diputados locales al Congreso de Guerrero, Taxco se encuentra integrado en los siguientes distritos electorales:

#### Local
| Distrito                                | Cabecera         | Diputado                | Secciones | Partido | Ref.   |
| --------------------------------------- | ---------------- | ----------------------- | --------- | ------- | ------ |
| Distrito electoral local 21 de Guerrero | Taxco de Alarcón | Obdulia Naranjo Cabrera | 71        |         | [ 33 ] |

## Monumentos y sitios de interés

### Patrimonio Nacional

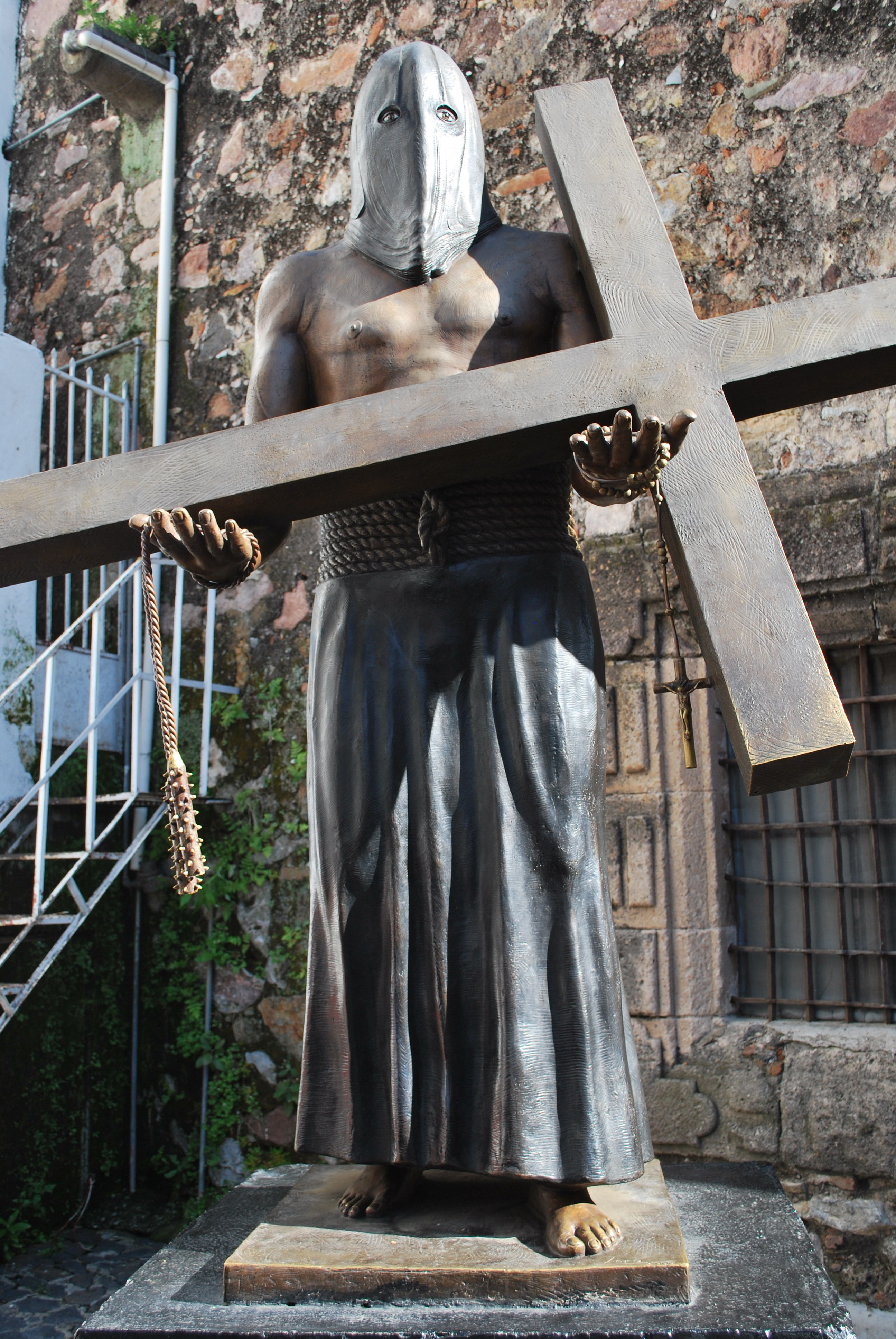
Escultura acerca del Viernes Santo de Carlos Millán Gómez, parte trasera de la iglesia del exmonasterio de San Bernadino.

El Centro histórico de Taxco es la zona de monumentos históricos declarado por el Instituto Nacional de Antropología e Historia (INAH) como patrimonio de la nación el 19 de marzo de 1990, debido a la calidad de la platería, las construcciones coloniales y el paisaje circundante, además de que muchos de los edificios de Taxco son de estilo virreinal y datan de la época dorada.

### Arquitectura religiosa
De los 96 edificios en los que se combinan diversas manifestaciones propias de cada etapa de la historia del país y de los cuales 10 fueron destinados en alguna época al culto religioso; entre ellos pueden señalarse:

#### Templo de San Bernardino de Siena
- El Templo del Ex-convento de San Bernardino de Siena, fue construido en el año de 1592 por Francisco de Torantos, este recinto presenta una fachada de estilo neoclásico y en su interior existen imágenes del Cristo de los Plateros y el Señor del Santo Entierro.[35] Es uno de los templos más antiguos de América, originalmente era de adobe, pero sufrió un incendio que lo destruyó, siendo reconstruido en 1804 en estilo neoclásico. En 1821, en el Convento de San Bernardino de siena de Taxco, se redactó el Plan de Iguala o de las “Tres Garantías por Agustín de Iturbide, que posteriormente, el 24 de febrero de ese año, habría de firmar con Vicente Guerrero en la ciudad de Iguala, estableciendo la independencia de México de España y unificando a los ejércitos insurgente y realista.

#### Templo de Santa Prisca
- El Templo de Santa Prisca, fue construido en la década de 1750, la construcción fue ordenada por José de la Borda, uno de los más prósperos empresarios mineros de la región taxqueña por el siglo XVIII. Aunque había llegado a Taxco sólo unos treinta y cinco años antes de la construcción del templo de Santa Prisca, José de la Borda ya era uno de los personajes más importantes del mineral, razón por la cual el Arzobispado de México le permitió erigir la parroquia a su entero gusto.[36] A su vez dicho templo fue el edificio más alto de México con una altura de 94.58 metros.

#### Parroquia de la Preciosa Sangre de Cristo
- La parroquia de la Preciosa Sangre de Cristo, conocida como parroquia de Chavarrieta, se venera al Señor de Chavarrieta, a la Virgen de Fátima de Chavarrieta, esta parroquia cuenta con una amplia plazuela o atrio en un pequeño mirador.

#### Parroquia de Santa María de Guadalupe
- La parroquia de Santa María de Guadalupe, fue construida a mediados del siglo XVIII, en su interior hay cuatro lienzos de las apariciones de la Virgen de Guadalupe. Durante la Semana Santa se llevan a cabo procesiones, pero es el 12 de diciembre cuando se realiza una fiesta en honor a la virgen, en donde además de un concurso de mole, se queman castillos y por la noche se disfruta de juegos pirotécnicos.[37]

#### Parroquia de San Miguel Arcángel
- La parroquia de San Miguel Arcángel, es uno de los edificios más antiguos, se considera que se construyó en el siglo XVI, originalmente dedicado a San Sebastián y a partir del siglo XVIII dedicado a San Miguel Arcángel.[38]

#### Templo de San Nicolás
- El Templo de San Nicolás, fue construido en el siglo XVI, su fachada es de estilo neoclásico, por la orden de los Agustinos. Su fachada actual es de estilo neoclásico. En la capilla de San Nicolás Tolentino, durante Semana Santa en Taxco, es cuando tiene la mayor actividad de todo el año. A la procesión del Martes Santo... se le denominada: procesión de las Ánimas, y participan varias imágenes de la capilla de San Nicolás Tolentino.

#### Templo del Señor de la Santa Veracruz
- El Templo del Señor de la Santa Veracruz, es un edificio de arquitectura popular, data de principios del siglo XIX. El 16 de marzo de 1917 se hizo la erección canónica de la capilla en santuario. En varias ocasiones, cuando la iglesia de Santa Prisca estaba en reparación, fue parroquia de la ciudad.[39]

#### Capilla de la Santísima Trinidad
- La capilla de la Santísima Trinidad, aunque fue remodelado hacia principios del siglo XVIII, este templo conserva parte de su estructura original del siglo XVI, por lo que es uno de los más antiguos de la ciudad.[40]

#### Templo del Señor Ojeda
- El Templo del Señor Ojeda, su origen es similar al de la parroquia de la Preciosa Sangre de Cristo, el templo es humilde con techos de tejas que ha sido levantado para darle mayor pendiente.[41]

### Arquitectura civil
Entre las referidas edificaciones, otros inmuebles fueron destinados a fines educativos, servicios asistenciales y ornato público, así como para el uso de autoridades civiles y militares; entre los más importantes pueden señalarse: 

#### Casa Borda
- La Casa Borda, es uno de los edificios coloniales más conocidos en Taxco, construida por el arquitecto Juan Joseph de Alva, autor también de la parroquia de Santa Prisca, uno de los modelos más famosos del arte barroco churrigueresco de la Nueva España. Se construyó hacia 1759. Las dos construcciones fueron financiadas por José de la Borda, uno de los mineros más ricos de la época colonial. El Centro Cultural Casa Borda se fundó el 1 de enero de 1978 y, de 1991 a la fecha, organiza el Concurso y Festival Internacional de Guitarra, así como también es el recinto de enseñanza del Ballet folclórico Xumilme Ilhuitl, el cual cuenta con casi medio siglo de vida desde su fundación a cargo de su Director el Profesor Rafael Ruiz.[42]

#### Casa Humboldt
- Museo de Arte Virreinal (Casa Humboldt), data del siglo XVI, durante dos siglos tuvo varios usos: fue hospital, casa de huéspedes y sala de venta de artesanías, hasta que se convirtió en el museo de Arte Virreinal el 8 de mayo de 1992. Es un edificio estilo barroco, el museo cuenta con 14 pequeñas salas.[43]

#### Expalacio municipal
- Ex-Palacio municipal, el edificio, registrado en el catálogo de monumentos arquitectónicos e históricos del Instituto Nacional de Antropología e Historia, fue usado como sede del ayuntamiento desde 1953. Actualmente es un museo.[44]

#### Casa Grande
- La Casa Grande, inició su funcionamiento de hospedería en 1900. El edificio data de hace más de 400 años y ha tenido diferentes modificaciones, sufrió una remodelación en la planta baja en el año 2000 y otra en el 2005, que consistió en la adaptación de pequeños locales comerciales. Fue el primer hotel de la ciudad de Taxco.[45]

#### Otros edificaciones históricas
- Casa de la Ex-Aduana.
- Centro de Cultura de Taxco.
- Lavaderos Públicos del siglo XVIII.
- las fuentes ubicadas en calle Benito Juárez.

## Nombramientos

### Pueblo Mágico
Taxco fue nombrado Pueblo Mágico debido a su riqueza cultural y arquitectónica y al gran legado del antiguo imperio colonial español, la preservación de tradiciones seculares y ancestrales, e importantes lugares de acontecimientos históricos en la vida de México, fue en el año 2002 cuando la Secretaría de Turismo le otorgó la categoría de pueblo mágico, siendo la tercera localidad en recibir este nombramiento debido a la calidad de la platería, las construcciones coloniales y el paisaje circundante, debido a que muchos de los edificios de Taxco son de estilo virreinal y datan de la época dorada. Gracias a esto, se ha convertido en un punto turístico del estado de Guerrero y México. En 2016 contaba con 853 habitaciones de hospedaje.

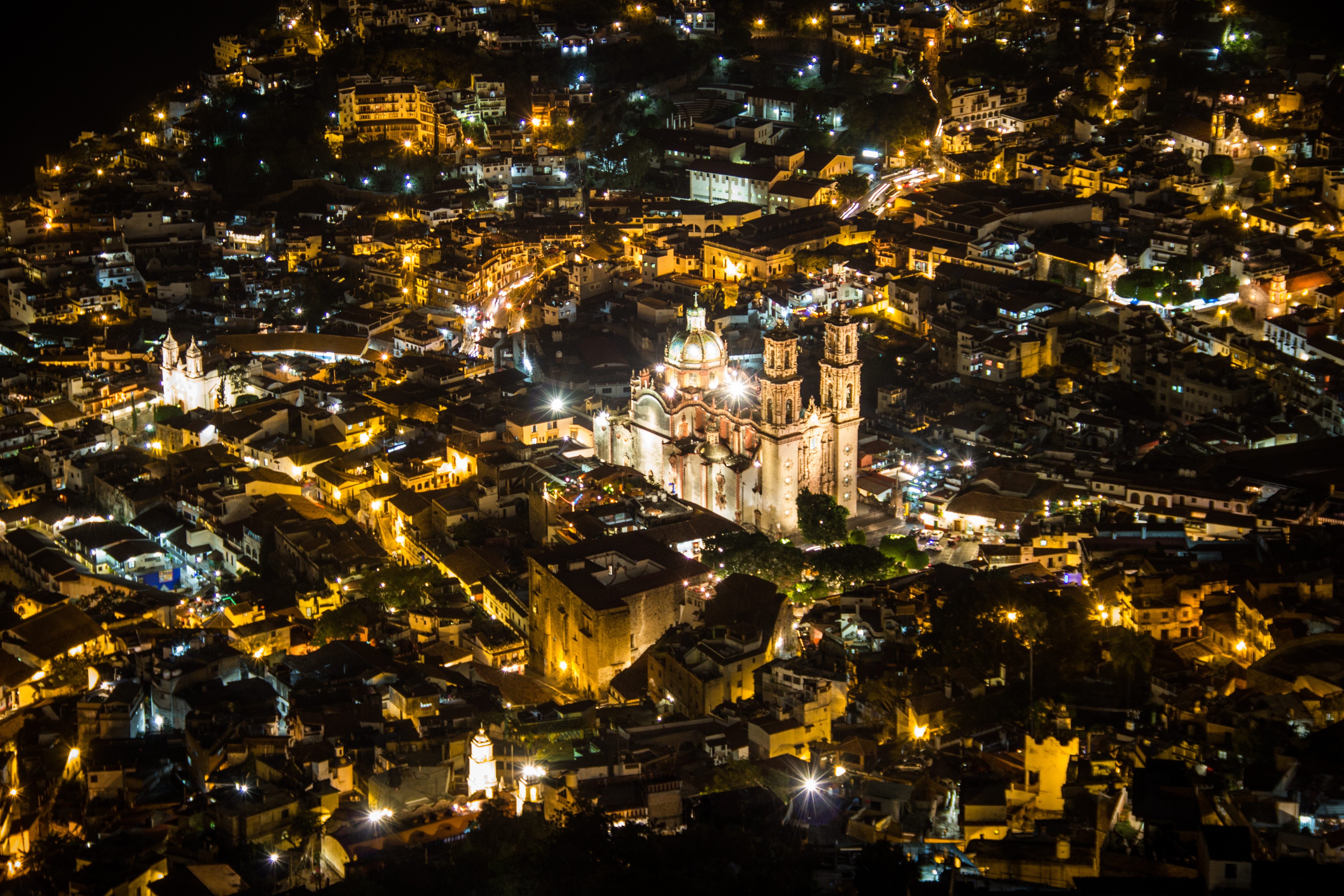
Vista nocturna del centro histórico.

| Número | Localidad        | Estado   | Fecha de inscripción |
| ------ | ---------------- | -------- | -------------------- |
| 1      | Taxco de Alarcón | Guerrero | 2002                 |

### Ciudad Luz
Taxco de Alarcón es reconocida oficialmente como Ciudad Luz, gracias al Plan Maestro de Iluminación diseñado por Lighteam Gustavo Avilés por la Comunidad Internacional de Iluminación Urbana (LUCI) el 19 de octubre de 2009 en su reunión anual en Gwangju, Corea del Sur.
Taxco pertenece al grupo de ciudades reconocidas por LUCI, siendo la segunda entidad mexicana con tal distinción, después de San Luis Potosí que obtuvo el nombramiento en el 2006, al obtener el tercer lugar en el concurso Internacional City People Light Award, por su Plan Maestro de Iluminación.

## Turismo
Taxco es uno de los principales destinos turísticos del Estado de Guerrero, junto con la ciudad y puerto de Acapulco y el binomio de Ixtapa - Zihuatanejo, formando la zona turística conocida como el Triángulo del Sol.
Durante el sexenio de Carlos Salinas de Gortari fue publicado en el Diario Oficial de la Federación el lunes 19 de marzo de 1990 el Decreto por el que se declara una Zona de Monumentos Históricos en la ciudad de Taxco de Alarcón, en el estado de Guerrero.
Taxco alberga 15 de los monumentos históricos con los que cuenta el estado de Guerrero.

### Atractivos y sitios de interés

#### Templo de Santa Prisca
El Templo de Santa Prisca, es un monumento colonial que se localiza en la ciudad de Taxco de Alarcón, en el norte del estado de Guerrero, México. Se trata de un edificio construido en la década de 1750 (más precisamente, entre los años 1751 y 1758), dedicado para el culto católico en esa población cuya principal actividad fue —y sigue siendo— la minería de la plata, la principal atracción del turismo del estado, además de ser el emblema de la ciudad minera.

#### Cristo monumental
El Cristo monumental, también llamado Cristo Taxqueño es una estatua monumental de 5 metros de altura, más 5 de base, localizada en la parte alta del cerro de Atachi, la estatua mira con los brazos abiertos a Taxco desde lo alto a manera de velador. La escultura se empezó a construir en enero y se terminó 8 meses después en septiembre de 2002, durante el periodo de gobierno del expresidente municipal, Isaac Ocampo Fernández, siendo una obra del gobierno federal, en el sexenio del expresidente de México, Vicente Fox y siendo gobernador de Guerrero, René Juárez Cisneros.

#### Plaza Borda
La plaza Borda, es una pequeña plaza del Pueblo Mágico; rodeada de fincas y la parroquia de Santa Prisca, entre pequeñas calles y callejones serpenteantes, tejados, terrazas y fachadas de cal que cuelgan de las laderas y barrancas. En los alrededores se ubican tiendas de plata, restaurantes y boutiques.

#### Grutas de Cacahuamilpa
El parque nacional Grutas de Cacahuamilpa, se encuentran a 30 km de Taxco. En ella se pueden observar cavernas con formaciones que la naturaleza ha esculpido a través de miles de años y que han dado fama a este lugar, además de que en varias ocasiones ha sido escenario de diversos conciertos de la Orquesta filarmónica de Acapulco, así como de varios reconocidos artistas.

#### Casa Humboldt
El Museo de Arte Virreinal (Casa Humboldt), es un edificio estilo barroco construido en la segunda mitad del siglo XVIII. El museo cuenta con 14 pequeñas salas, a través de las cuales se puede conocer la historia de la ciudad, su crecimiento minero, así como otros datos importantes sobre la parroquia de Santa Prisca, principal obra arquitectónica de Taxco. Dentro de los artículos que se pueden apreciar en el museo están objetos litúrgicos, así como piezas de arte barroco.

#### Museo Guillermo Spralting
El Museo Guillermo Spralting, es un museo con la colección privada de Guillermo Spratling, coleccionista de piezas prehispánicas, reproducciones y objetos originales arqueológicos e históricos. El coleccionismo lo inició por Diego Rivera y logró reunir una gran colección la cual donó una parte en 1960 a la UNAM, en 1963 cedió otra parte de su colección al Museo Nacional de Antropología, para su inauguración.

#### Antigua hacienda del Chorrillo
La Antigua hacienda del Chorrillo, fue propiedad del hijo de Hernán Cortés. Actualmente alberga dos campus de la UNAM: el Centro de Enseñanza para Extranjeros y la Facultad de Arte y Diseño.

## Fiestas

### Celebraciones de Semana Santa
Constituyen las dramáticas procesiones donde las imágenes religiosas son acompañadas, a lo largo de las empedradas calles de la ciudad, por cofradías de penitentes encapuchados, vestidos de negro y arrastrando cadenas que llevan sujetas a sus tobillos. Data de 1598, aunque en los archivos de la parroquia de Santa Prisca y San Sebastián se encuentran los registros de los primeros permisos otorgados por la Iglesia para celebrar una procesión del Cristo del Santo Entierro, en 1600. Esta celebración, que continúa hasta la fecha, se lleva a cabo, según lo marque el calendario católico, en el mes de marzo o abril, de acuerdo con el edicto del Concilio de Nicea, que en 325 estableció que la Pascua o Domingo de Resurrección se realizara el primer domingo que sigue a la luna llena que aparece después del equinoccio de primavera.

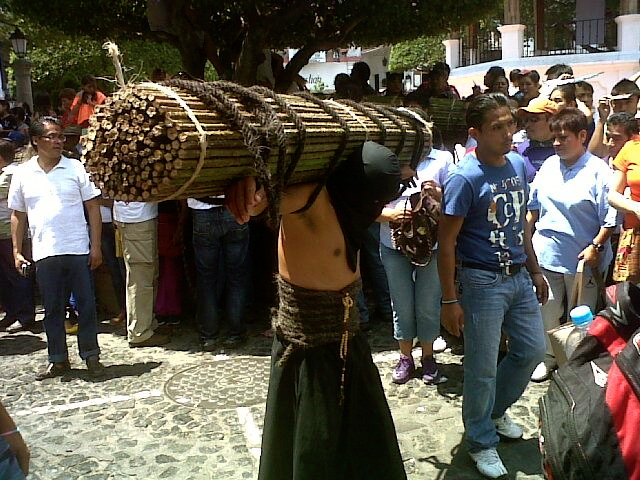
Durante el Viernes Santo en Taxco llevan espinas para sufrir y pagar por sus pecados.

- Domingo de Ramos o de Pascua, este día, los fieles se concentran en el poblado de Tehuilotepec donde inician la procesión, organizándose para conducir, en andas, las imágenes representativas de la ceremonia de ese día, siendo la principal San Ramos o San Ramitos; en su recorrido visitan la capilla de San Martín de Porres, en el barrio del Chorrillo, el templo del exconvento de San Bernardino de Siena, hasta la parroquia de Santa Prisca y San Sebastián.

- Lunes Santo, los fieles parten de los demás templos de la ciudad o, incluso, de alguna población cercana; al son de las chirimías, caminan, con las imágenes de sus correspondientes capillas en andas, los empedrados callejones de Taxco, hasta llegar al sitio de reunión: la plazoleta del templo de San Nicolás Tolentino, para iniciar de ahí el tradicional recorrido, que es conocido como la procesión de las Vírgenes, que son alrededor de 30; la imagen principal es la de la Natividad, que va hasta el final, mientras que, a la vanguardia, abriendo paso y protegiendo a las vírgenes impacta la imagen de San Miguel Arcángel; así, los fieles, emprenden la marcha graves y silenciosos, al constante toque de los tambores, llevando velas encendidas cuya cera al escurrir les va quemando las manos.

- Martes Santo, corresponde a la procesión de las Ánimas y encabeza San Nicolás Tolentino, una escultura de proporciones semejantes a un humano, vestido sólo con un faldón negro, descubierto del rostro y una aureola en  cabeza, crucifijo y rosario en mano, con evidentes muestras de flagelación y brotes de sangre en la espalda; en su mano, una disciplina que es una variante de fuete, pero con agudos punzones o clavos de acero.

- Miércoles Santo, se coloca una escenografía del “huerto de los olivos” en el atrio de la parroquia de Santa Prisca y San Sebastián, y los lugareños acuden con pájaros, loros y pericos en jaulas; hacia las 21.00 horas, sale la procesión de La Santísima Trinidad desde el templo que lleva su nombre; es acompañada por los Apóstoles, el Cristo de los Plateros, San Judas Tadeo, Jesús El Buen Pastor, el Señor de la Misericordia, Santa Faustina Kowalska, Santa Cecilia, el Cristo del Coro, el Padre Jesús del exconvento de San Bernardino.

- Jueves Santo, la procesión parte de la comunidad de Xochula, presidida por el Cristo de ese lugar, hasta el templo de Santa Prisca y San Sebastián, que luce grandioso y solemne, en donde, toda la mañana, una imagen de Jesús permanece en el atrio adornado como el Huerto de Getsemaní; por la tarde, se lleva a cabo la simbólica ceremonia del Lavatorio, donde Jesús, representado por el sacerdote, lava los pies de sus discípulos y los invita a participar en la Última Cena, celebrándose así los Sacramentos de la Penitencia y la Sagrada Eucaristía.

- Viernes Santo, se organiza la procesión de las Tres Caídas, que parte del templo de San Nicolás. La imagen de Jesús con la cruz a cuestas es conducida por la Vía Dolorosa, entre cantidad de fieles, penitentes y los sayones, que van leyendo de tramo en tramo la sentencia de muerte, hasta llegar a la plaza Borda donde se escenifican las tres caídas; en su recorrido lo acompañan las imágenes de la Santísima Virgen, La Verónica y María Magdalena.

- Sábado de Gloria, se solicita a los fieles que guarden, durante todo el día, un absoluto silencio, en señal de luto y tristeza por la muerte de Jesús. Por la noche, en la iglesia de Santa Prisca y San Sebastián, hay misa solemne de Vigilia Pascual; a las 00:00 horas se celebra la misa de Resurrección, donde aparece la imagen del Señor vestido con una túnica blanca y se abre la Gloria; los soldados romanos que permanecían en el atrio caen desmayados por el impacto.

### Las Jornadas Alarconianas
Las cuales se instituyeron por decreto en 1987, siendo gobernador constitucional del estado de Guerrero, José Francisco Ruiz Massieu con el objetivo de reconocer las aportaciones del dramaturgo oriundo de Taxco Don Juan Ruiz de Alarcón y Mendoza. Dicho festival realza la importancia de las puestas en escena, especialmente del Siglo de Oro Español, del cual Juan Ruiz de Alarcón es uno de los más grandes representantes.

### Feria Nacional de la Plata
La fecha del cumpleaños de Spratling coincidía con el primer aniversario de la fundación de su taller por lo que se decidió organizar una fiesta para los artesanos y sus familias. Así se estableció la costumbre de festejar el surgimiento de la industria platera en Taxco con una fiesta anual que al principio era llamado el «día de la plata» Los festejos iniciaban con concursos entre los artesanos. Spratling era el juez y al ganador se le otorgaba un premio en efectivo. El primer certamen fue ganado por Jorge Castillo con una pulsera de plata la cual llamaban «cocos» por lo cual desde entonces se le conoce como Coco Castillo. La celebración creció cada vez más hasta convertirse en la Feria de la Plata, que culminaba con un gran baile en el Hotel de la Borda. Además del concurso, se elegía a una reina. Le celebración llegó a tener repercusión en todo México y las relaciones de Spratling, aseguraban el apoyo del gobierno y la atención de los medios de comunicación. Las piezas premiadas eran compradas a precios muy altos por coleccionistas y platerias que las tenían en exhibición permanente. Tiempo después, a iniciativa de Antonio Pineda, el presidente Adolfo López Mateos instituyó el galardón nacional —una placa de oro y un premio en efectivo— para la mejor pieza en diseño y ejecución. El concurso se abría a todos los plateros del país. El primer ganador del galardón de la «Feria Nacional de la Plata» fue el platero taxqueño Antonio Pineda Gómez. Actualmente la feria de la plata se realiza en la última semana de noviembre.

### El Día del Jumil
Costumbre que, el primer lunes después del día de muertos, en el mes de noviembre, los habitantes del lugar, suban al cerro del Jumil, para recolectar al insecto homónimo. Luego de obtener grandes cantidades del mismo, lo llevan a sus hogares para alimentarse con él, preparado frito o bien condimentado. Animal sumamente valorado y venerado desde tiempos prehispánicos, al jumil le atribuyen los habitantes de Taxco, Guerrero y Morelos, propiedades estimulantes y benéficas para el organismo. Los aztecas acostumbraban peregrinar al cerro del Huixteco, en el actual Taxco, para ascender a la cima, en donde se hallaba un templo dedicado al jumil. Este es el origen del Día del Jumil, que en un ambiente de júbilo popular, incluye las danzas de los Jumileros, mismas que se efectúan con música de violines y guitarras. La temporada para recolectar jumiles principia en el mes de octubre, puesto que estos insectos se reproducen en las partes bajas del cerro del Huixteco y se muelen con cebolla, chile y jitomate, para agregarse a la carne de res o de puerco.

### Tianguis Sabatino de Plata
Cada semana numerosos artesanos plateros instalan sus puestos temporales en diversas calles de la ciudad y locales especiales, entre ellas las cercanas a la terminal de autobuses. Ofrecen diversos productos como aretes, cadenillas, tobilleras, collares, anillos, etcétera. Es considerado el tianguis platero más grande de México.

### Día del Jarro
En las calles adoquinadas de Taxco, los alfareros del Estado de México participan en una de las tradiciones, que se combinan con la llegada de la Semana Santa. La costumbre se remonta hasta 1622, cuando los españoles evangelizaban a los pobladores de la región, y que durante las celebraciones a la Virgen de los Dolores se organizaban rezos en las casas, que al concluir regalaban a los participantes agua de sabores, en jarros que podían llevarse a sus casas. La costumbre después se retomó en algunas capillas de la ciudad. Ahora la costumbre es adquirir los productos de los alfareros para regalarlos como muestra de respeto y admiración. El ayuntamiento prepara cada año un concurso para premiar a las mejores piezas de la alfarería mexiquense.

## Personas destacadas

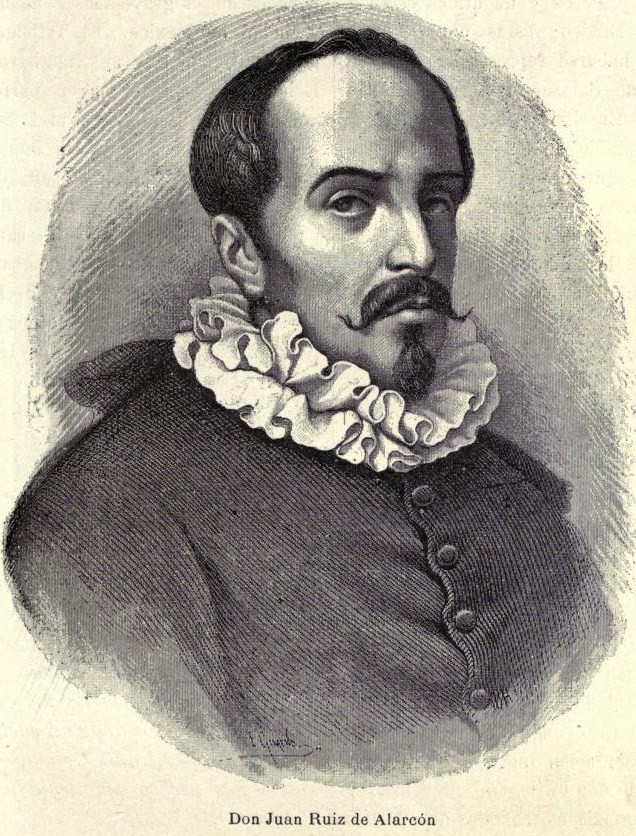
Grabado de Juan Ruiz de Alarcón, por Eduardo Gimeno.

- Juan Ruiz de Alarcón (1581-1639), abogado y dramaturgo novohispano nacido en esta ciudad.
- José de la Borda (1699-1778), hispano-francés que migró a la Nueva España en el siglo XVIII y que logró acumular una gran fortuna gracias a las minas mexicanas de Taxco y Zacatecas. Debido a su gran patrimonio, fue considerado en su momento como el hombre más rico de la Nueva España. Hoy en día, es mejor recordado a través de distintas obras arquitectónicas que patrocinó, siendo el Templo de Santa Prisca de Taxco el más importante de ellos.
- Alexander von Humboldt (1769-1859), científico alemán declarado benemérito de la patria por Benito Juárez, por sus destacadas contribuciones a la ciencia, en su paso por Taxco se alojó en la ahora Casa Humboldt (Museo de Arte Sacro Virreinal).
- Laureana Wright de Kleinhans (1846-1896), escritora y precursora mexicana del feminismo, sus aportes periodísticas y sus diversos escritos sobre el papel de la mujer, fueron revolucionarios en su época.
- San Margarito Flores (1899-1927), sacerdote que fue canonizado el 21 de mayo del 2000 por el Santo Padre Juan Pablo II.
- William Spratling (1900-1967) impulsó la actividad económica de la ciudad de Taxco dando el mayor auge a la platería mexicana a principios de la década de los 30s, cuando entonces Taxco se caracterizaba por ser una ciudad minera. William Spratling o Don Guillermo como se le conocía, fundó su primer taller de platería en el año 1931 llamado "Las Delicias" y a partir de entonces la platería tuvo una gran demanda lo cual propició que se desarrollaran más talleres platería en la región, siendo hasta la actualidad una de las actividades económicas principales de Taxco.
- Raful Krayem Sánchez (1909), cantante y compositor mexicano, conocido como El Jilguerillo Guerrerense, icono de la música bohemia mexicana.
- Joan Sebastián (1951-2015), cantante, compositor y actor mexicano, que fue conocido por el público bajo los sobrenombres de «El Rey del Jaripeo»,1 «El Poeta del Pueblo», «El Poeta de Juliantla»2 y «El Huracán del Sur».
- José Manuel Figueroa (1975), actor, cantante y compositor mexicano hijo mayor del fallecido cantante Joan Sebastián.[61]

## Eventos

### Downhill Taxco
Taxco es sede de una de las etapas del City Downhill World Tour, cada año; La mejor carrera de ciclismo de descenso por las calles de Taxco, donde atletas de todo el mundo recorren a gran velocidad y de bajada las estrechas calles, de Taxco Pueblo Mágico presentando diversos obstáculos, saltando por rampas y cortando rutas por casas y finalizando con Best Trick.
Evento deportivo de gran impacto para toda la familia que además permite a la ciudad colonial de Taxco incrementar su turismo, ya que es el escenario ideal para esta espectacular carrera, que reúne a más de 13,000 espectadores de diversos destinos del mundo y del país.
- Duración: 1 día de reconocimiento-clasificación y 1 día de competencia.

- Integrado por un número aproximado de 40 competidores de 8 países del mundo, entre los que destacan: Eslovenia, Suiza, Francia, Estados Unidos, España, Canadá, Inglaterra, Colombia y Costa Rica.

- Recorrido: calles empedradas del centro histórico. Con un desnivel de +/- 300 m y una distancia de 1800 m.

### Fiestas de Santa Prisca
Las fiestas de Santa Prisca comienzan desde el 17 de enero, día en que se le celebra a San Antonio Abad. Al otro día el 18 de enero, se le celebra a Santa Prisca. Posteriormente, da comienzo un evento carnaval con juegos pirotécnicos y representación de danzas populares típicas de la región.

## Ciudades hermanas
La ciudad de Taxco de Alarcón está hermanada con las siguientes ciudades alrededor del mundo.
| - Canoga Park (Estados Unidos), 1963 - Cuenca (España), 1979 - McAllen (Estados Unidos), 1997 - Baguio (Filipinas), 2003 - Cancún (México), 2006 - Cajamarca (Perú), 2008 - Ixtapan de la Sal (México), 2010 - Antigua Guatemala (Guatemala), 2011 - Puente de Ixtla (México), 2012 - Baldwin Park (Estados Unidos), 2012 | - Tlacotalpan (México), 2013 - Villa del Carbón (México), 2018 - Zaruma (Ecuador), 2019 - Chignahuapan (México), 2022 - Bacalar (México), 2022 - Isla Mujeres (México), 2022 - Zimapán (México), 2022 - San Agustín (Estados Unidos), 2022 - Haines City (Estados Unidos), 2022 - Abangares (Costa Rica), 2023 |